# Kościół św. Wojciecha w Złotorii
Kościół św. Wojciecha w Złotorii – rzymskokatolicki kościół parafialny znajdujący się w Złotorii, w województwie kujawsko-pomorskim.

## Historia
Dokładna data wybudowania pierwotnego budynku kościoła w Złotorii jest nieznana. W 1807 roku kościół został rozebrany przez armię napoleońską, a uzyskany w ten sposób budulec użyto do wznoszenia fortyfikacji podczas oblężenia Torunia. W miejsce dawnego kościoła mieszkańcy Złotorii przenieśli z pobliskiego lasu kaplicę, która – w niewyjaśnionych okolicznościach – spłonęła w 1821 roku.
W 1825 roku Bartłomiej Murawski z Nowej Wsi stał się fundatorem nowego drewnianego kościoła, który został rozebrany w 1904 roku.
Na miejscu drewnianego kościoła w 1906 roku oddano do użytku murowany neogotycki kościół, który służy miejscowej ludności do dziś. Z drewnianego kościoła przeniesiono jedynie ołtarz główny. W 1910 roku wykonano ołtarz boczny i ambonę.
Podczas II wojny światowej z kościoła zrabowano dzwony, a sam kościół stał się magazynem zabytków z diecezji toruńskiej. Wieża budowli była również wykorzystywana przez Armię Czerwoną do kierowania walkami, przez co w wyniku ostrzału została zniszczona wraz z pokryciem dachowym.
Od 2003 do 2006 roku, staraniem ówczesnego proboszcza parafii, ks. kan. Krzysztofa Stanowicza, dokonano całkowitej renowacji kościoła – odrestaurowano wszystkie ołtarze, wymieniono dach, a cały kościół wewnątrz odmalowano.